# Miquel Forteza i Pinya
Miquel Forteza i Pinya (Palma, Mallorca, 1888 - 1969) fou un escriptor i enginyer de camins mallorquí.
Estudià filosofia i lletres a la Universitat de Barcelona (1905-1907), on fou alumne d'Antoni Rubió i Lluch, i enginyeria civil a Madrid (1916). Treballà com a enginyer de ferrocarrils a Madrid i Barcelona fins al 1929, quan fou destinat novament a les Illes Balears. Fou cap d'obres públiques de les Balears (1940-58), i responent a la crida de Francesc de Borja Moll, fou un dels fundadors i primer president de l'Obra Cultural Balear del 1962 fins a la seva mort.
La seva obra literària respon a l'estètica de l'anomenada Escola Mallorquina, i va col·laborar a Diari de Mallorca, La Veu de Mallorca i altres.

## Obres

### Poesia
- L'estela (1919)
- L'íntim recer (1935)
- Ressons (1951)
- Rosa dels vents (1960), amb traduccions d'Oscar Wilde i Edgar Allan Poe.

Obres presentades als Jocs Florals de Barcelona
- Noves cançons (1919)
- El poble submergit (1921), 2n accèssit a l'Englantina d'or
- La llegenda del castell (1922)
- L'àngel tutelar (1932 i 1934)
- El far abandonat (1933), accèssit a l'Englantina d'or
- L'amor essencial (1934)

### Llibrets d'òpera
- Nuredduna (1947), amb música d'Antoni Massana
- El Castell d'Iràs i no Tornaràs (1955)
- Santah (1955)

### Assaigs
- Los antiguos caminos de Mallorca (1953)
- Muros y cabañas: la mampostería en seco en Baleares (1955)
- Las carreteras de las Baleares (1958)
- Els descendents dels jueus conversos de Mallorca (1966)